# Selbstschutz
Selbstschutz ist zunächst das Sichschützen gegen bestimmte negative Einflüsse durch Vorsorge oder Notwehr.

## Begriff
Selbstschutz ist ein Unterbegriff des Zivilschutzes und bezeichnet das persönliche Verhalten in von außen kommenden Notsituationen, die Selbsthilfefähigkeit des Einzelnen, sich auf Krisen, Katastrophen, Unglücksfälle oder den Verteidigungsfall vorzubereiten. Im Gegensatz dazu wird der Bevölkerungsschutz (in der Bundesrepublik Deutschland) sowohl durch private Institutionen wie das Deutsche Rote Kreuz, lokale Feuerwehren oder den Malteser Hilfsdienst als auch durch Institutionen des Bundes und der Länder durchgeführt.
Wird der Begriff Selbstschutz im Zusammenhang mit Notwehr gebraucht, steht er für verschiedene Möglichkeiten der Gegenwehr, insbesondere um Schäden für Leib und Leben und für Sachen abzuwenden. Erfolgt diese Gegenwehr tätlich, zum Beispiel mit Waffengewalt, so kann sie dennoch straffrei bleiben, insoweit man dazu gezwungen wurde.

## Notsituationen
Konkrete und abstrakte Gefahren durch kritische Infrastrukturen:
- Nicht vom Menschen verursachte Gefahren wie z. B. Stürme, Hochwasser, Dürren, Erdbeben, Erdrutsche, Epidemien, Pandemien, Extremniederschläge oder Missernten.
- Durch Menschen verursachte Gefahren wie z. B. Unfälle, nukleare Wolken, Terrorismus, Bürgerunruhen, Kriege, Finanzcrash, Hausbrände oder Sabotage.

Konkrete und abstrakte Gefahren durch (teils) tätliche Angriffe:
- Strafbare Gewalt wie z. B. häusliche Gewalt, Körperverletzung, Misshandlung, Mobbing, Mord, Nötigung, Raub, Stalking, Telefonterror oder Vergewaltigung.

## Maßnahmen des Einzelnen
Hinsichtlich einer Vorsorge empfiehlt das Deutsche Bundesamt für Bevölkerungsschutz und Katastrophenhilfe:
- Lebensmittelreserve für mindestens zwei Wochen anlegen, dabei nicht nur mit den üblichen Grundnahrungsmitteln oder haltbare Dosen, sondern auch Langzeitlebensmittel die bis zu 25 Jahre halten wie BP-5.
- Für sauberes Trinkwasser vorsorgen (falls sich Rohrbrüche ereignen oder eine Evakuierung vorgenommen wird), zum Beispiel durch Wasserentkeimungstabletten oder Trinkwasserfilter.
- Notgepäck bereitstellen, zum Beispiel einen gefüllten Rucksack mit Erste-Hilfe-Material, Rundfunkgerät mit Kurbel[3], Dokumentenmappe, Verpflegung für mindestens zwei Tage, Feuerzeug, Outdoorbekleidung, Transportmittel wie ein Schlauchboot, Leichtzelt und weiteres – als Vorsorge, wenn das Haus oder die Wohnung bei Überschwemmung, Chemieunfall oder Hausbrand verlassen werden muss.
- Vorsorge für einen Energieausfall durch Campingkocher und stromunabhängige Informationsmittel treffen – etwa mit batteriebetriebenem Rundfunkgerät samt Reservebatterien, oder einem Kurbelradio.[4]

Das BBK empfiehlt zudem, eine griffbereite Dokumentenmappe mit allen wichtigen Dokumenten anzulegen und diese bei Freunden, Verwandten, Notaren, Anwälten oder Banken zu deponieren.
Im Zusammenhang mit der im August 2016 vorgestellten neuen Konzeption für die Zivilverteidigung in Deutschland steht auch die Entwicklung eines neuen Rahmenkonzepts zum Selbstschutz für Bund und Bundesländer vom 18. Oktober 2019.

## Historisch
Der Begriff Selbstschutz wurde auch für paramilitärische Verbände verwendet, insbesondere für den Volksdeutschen Selbstschutz im deutsch besetzten Polen und im rumänisch besetzten Gouvernement Transnistrien sowie den Oberschlesischen Selbstschutz und den Selbstschutz Oberschlesien zur Zeit der Aufstände in Oberschlesien.